# Хамер, Бент
Бент Хамер (норв. Bent Hamer) — норвежский режиссёр, сценарист и продюсер.

## Биография
Бент Хамер родился в Саннефьорде (Норвегия) 18 декабря 1956 года.
Изучал литературу и теорию кино в Стокгольмском университете, занимался в Стокгольмской киношколе. В дополнение к своим будущим фильмам, писал сценарии и был режиссёром нескольких короткометражных документальных фильмов.
Премьера его первого фильма «Яйца» состоялась в 1995 году на Каннском кинофестивале, где он был показан в секции Двух недель режиссёров. В том же году фильм был отобран в конкурсную программу на Московском международном кинофестивале, где ему была присуждена награда за лучший дебют; также он получил премию ФИПРЕССИ в 1995 на кинофестивале в Торонто.
Снятый в 2003 году фильм «Кухонные байки» (англ. Kitchen Stories) был показан на многих международных фестивалях, а также был представлен от Норвегии на премию Оскар как лучший фильм на иностранном языке.
В апреле 2004 Бент Хаммер начал съёмки фильма «Доверенное лицо» (англ. Factotum) по одноимённому роману американского писателя Чарльза Буковски. Сценарий был написан Хамером и Джимом Старком («Таинственный поезд», «Холодная лихорадка»), который спродюсировал фильм вместе с Кристианом Уолкером (Christine Walker) (American Splendor). Премьера фильма состоялась на кинофестивале Косморама в Тронхейме, Норвегия, 12 апреля 2005 года.
Хамер является владельцем и основателем кинокомпании Буль-Буль (Bulbul Films), основанной в Осло в 1994 году.

## Фильмография

### Полнометражные фильмы
- Яйца, (англ. Eggs), 1995
- День на солнце, (англ. Water Easy Reach, норв. En dag til i solen), 1998
- Кухонные байки, (англ. Kitchen Stories, норв. Salmer fra kjøkkenet), 2003
- Доверенное лицо, (англ. Factotum), 2005
- О' Хортен, (англ. O' Horten), 2008
- Домой на Рождество, (норв. Hjem til jul), 2010

### Короткометражные фильмы
- Красное вино урожая 81 года, (норв. Rødvin Aargang 81), 1981
- Долгота широта, (англ. Longitude Latitude, норв. Makrellen er kommen), 1989
- Счастливый час, (англ. Happy Hour), 1990 (сорежиссёр: Жорден Бергмарк)
- Воскресный обед, (англ. Sunday Dinner, норв. Søndagsmiddag), 1990
- Камень, (англ. Stone, норв. Stein), 1992
- Аплодисменты (англ. Applause, норв. Applaus), 1993
- Просто для удовольствия, (англ. Just for the hell of it, норв. Bare kødd), 1995

### Документальные
- К достоинству (англ. Courage to Dignity, норв. Mot til verdighet), 1994
- Норвегия — завоеватель (англ. Norway the Conqueror, норв. Norge erobreren), часть документального цикла мая 2001